# Silvano Martina
Silvano Martina (Sarajevo, 20 marzo 1953) è un procuratore sportivo ed ex calciatore italiano, di ruolo portiere.

## Biografia
È nato a Sarajevo da una famiglia di origine friulana. Il nonno si era trasferito in Bosnia. Nel 1965, all'età di dodici anni, rientrò in Italia con la famiglia e si avviò alla carriera di calciatore. Fra gli amici d'infanzia vi era Mito Džeko, padre di Edin, il quale è stato poi assistito di Martina procuratore.

## Carriera

### Giocatore

Martina al Torino nella stagione 1984-1985

Terzo portiere dell'Inter dopo Lido Vieri e Ivano Bordon, esordisce ventenne in Serie A il 6 maggio 1973 nella vittoria per 3-1 contro il Palermo. Mai utilizzato nella stagione seguente, nel 1974-75 gioca con la Sambenedettese, disputando 12 partite e subendo 15 gol. Nella stagione successiva gioca tutte le 38 partite di campionato con il Varese, subendo 34 gol e contribuendo al quarto posto dei biancorossi, che non riescono a salire in Serie A per un punto.
Nel 1976-77 ritorna all'Inter come vice di Bordon. Non gioca nessuna partita in campionato, scendendo in campo solo in una partita di Coppa Italia contro il Lecce. Nel 1977-78 gioca con il Brescia, dove colleziona soltanto 9 presenze e subisce 11 gol, essendo la porta delle Rondinelle di quell'anno difesa da Astutillo Malgioglio. Nel 1978-79 va al Genoa, dove non colleziona nessuna presenza nel campionato cadetto; la porta dei Grifoni di quell'anno è difesa da Sergio Girardi.
Nel 1979-80 viene ceduto al Varese, che in quell'anno partecipa al campionato di Serie C1. Gioca tutte le partite, e insieme ad Aldo Cerantola risulta il più presente. Subisce 21 gol su 34 partite, contribuendo alla promozione della squadra che arriva prima davanti al Rimini e viene promossa in Serie B. A fine stagione torna al Genoa, in Serie B, e gioca tutte le 38 partite subendo 29 gol. Ottiene la seconda promozione consecutiva, questa volta dalla B alla A. Nella prima stagione da titolare in Serie A, in cui gioca 30 partite con 29 gol subiti, ottiene la salvezza all'ultima giornata: ha un duro scontro con Giancarlo Antognoni, che mette a serio rischio la vita e la carriera di Antognoni stesso, il quale resta fuori dalle scene per diverso tempo – «dopo quell'incidente ho perso una delle mie caratteristiche: la spavalderia nelle uscite». Nel 1982-83 gioca 30 partite subendo 38 gol. Nel 1983-84 gioca 27 partite subendo 31 gol, e alla fine di quella stagione la squadra dei Grifoni retrocede nella serie cadetta.
Nel 1984-85 viene ceduto al Torino di Gigi Radice. La squadra piemontese chiude il campionato al secondo posto, piazzamento a cui Martina contribuisce con 30 partite e 22 gol subiti, facendo risultare quella granata la terza migliore difesa del torneo, dietro al Verona campione d'Italia e alla Sampdoria. Nel 1985-86, a causa di un infortunio al menisco, gioca solo 9 partite subendo 7 gol; pertanto quell'anno Radice ripiegò su Renato Copparoni. Nel 1986-87 scivola nelle gerarchie della porta torinista a terzo nel ruolo, dietro a Fabrizio Lorieri e a Copparoni, non giocando nessuna partita. Nel 1987-88 va alla Lazio dove gioca 36 partite subendo 21 gol, contribuendo alla risalita della Lazio in Serie A e alla sua terza promozione sul piano personale. Nel 1988-89 gioca 22 partite subendo 21 gol, alternandosi alla difesa della porta biancoceleste con Valerio Fiori.
Nel 1989-90 ritorna al Torino, questa volta in Serie B. A difendere la porta dei granata c'è l'emergente Luca Marchegiani, sicché Martina gioca solo 6 partite con 4 gol subiti; comunque termina la stagione ottenendo la sua quarta promozione in massima serie. Nel 1990-91 va al Verona, sempre in Serie B, come secondo portiere dietro ad Attilio Gregori. In veneto ottiene la sua quinta promozione, pur senza collezionare presenza nel torneo cadetto e scendendo in campo coi gialloblù solo una volta, in Coppa Italia e proprio contro la sua ex squadra granata. Al termine di questa stagione conclude la sua attività calcistica.
In carriera ha totalizzato complessivamente 149 presenze in Serie A e 125 in Serie B.

### Dopo il ritiro
Dopo il ritiro dall'agonismo intraprende la professione di procuratore; tra i suoi clienti annovera Nemanja Vidić, Gianluigi Buffon, Antonio Mirante, Daniele Padelli, Edin Džeko ed Ervin Zukanović.

## Palmarès
- Campionato italiano Serie C1: 1

Varese: 1979-1980 (girone A)
- Campionato italiano di Serie B: 1

Torino: 1989-1990